# Žukovec
Žukovec – wieś w Chorwacji, w żupanii zagrzebskiej, w gminie Dubrava. W 2011 roku liczyła 153 mieszkańców.